# 상식
상식(常識, common sense, common knowledge)은 여러가지 의미로 사용된다.

## 사고
상식(common sense)은 사회의 구성원이 공유하는, 당연한 것으로 여기는 가치관, 이해력, 판단력, 사리 분별을 의미한다. 대의어는 비상식(非常識)이다. 사회에 따라서 상식이 다르기 때문에, 어느 사회의 상식이 다른 사회의 비상식이 되는 경우도 있다.

## 지식
상식(common knowledge)은 일반적으로 알고 있거나 알아야 하는 지식이다.

## 같이 보기
- 지식
- 공통감각
- 합의된 실재
- 문화유산
- Cyc
- 사회 구성주의
- 주지의 사실
- 일반적인 오해 목록